# William Chalmers (football)
Pour les articles homonymes, voir William Chalmers (homonymie).

William Chalmers dit Billy (né le 24 juillet 1907 à Bellshill en Écosse et mort le 16 juillet 1980) est un joueur de football écossais qui évoluait au poste d'attaquant avant d'ensuite devenir entraîneur.

## Biographie

### Carrière de joueur
Natif de Bellshill, le jeune écossais signe son premier contrat professionnel avec le club de Queen's Park FC de Glasgow en 1922. En deux saisons passées, Billy inscrit 18 buts en 68 rencontres.
Ses bonnes performances furent particulièrement remarquées par Bill Struth, à l'époque entraîneur des Rangers de Glasgow dans le championnat d'Écosse, qui le fit signer au club en 1924. Il fait ses débuts avec le club de la principale ville d'Écosse le 18 octobre 1924 contre Falkirk, match remporté par 3-1, et inscrit ensuite son premier but quinze journées plus tard lors d'un succès 4-0 contre Partick Thistle. Il reste aux Rangers quatre saisons, inscrivant au total seulement 7 buts en 26 matchs, freiné par une fracture de la jambe survenue en 1926 lors d'un match contre l'équipe réserve. 
Le 16 mars 1928, il retourne en Angleterre pour rejoindre le club de Newcastle United qui l'achète 2500 £, et avec qui il fait ses débuts le 7 avril de la même année lors d'une défaite 5-1 contre Leicester City. Il reste avec les Magpies jusqu'en mai 1931, inscrivant au total 13 buts en 42 matchs, avant d'être transféré pour la somme de 1 000 £ au club de Grimsby Town (son expérience fut un échec, le club étant rétrogradé en Second Division, et Chalmers inscrivit seulement un but en 8 rencontres).
En juin 1932, l'attaquant tente un nouveau challenge en rejoignant le club de Bury en seconde division, où il reste en tout quatre saisons, inscrivant 23 buts en 98 matchs de championnat. 
En 1936, il rechange de catégorie en signant chez Notts County en Third Division, où il retrouve son ex-coéquipier à Newcastle Hughie Gallacher. La formation se distingue notamment avec une promotion en division supérieure, et en deux saisons, Chalmers inscrivit 17 buts en 65 matchs. 
Durant l'été 1938, Billy tente une dernière aventure avec l'Aldershot Football Club, où il reste jusqu'en 1943 comme joueur avant de prendre sa retraite, ayant là l'occasion de côtoyer de nombreux joueurs internationaux évoluant pour le club durant la Seconde Guerre mondiale. À la fin de l'année 1943, il prend sa retraite de joueur, avec avoir inscrit 33 buts en 95 matchs.

### Carrière d'entraîneur
Durant sa période de joueur à l'Aldershot en 1939, Chalmers à une première occasion de goûter au métier d'entraîneur en devenant entraîneur-joueur, et ce jusqu'à la fin de sa carrière en 1943, avant d'ensuite prendre les rênes du club de l'Ebbw Vale au Pays de Galles.
Du côté de l'Italie, le président du club piémontais de la Juventus Giovanni Agnelli désirait un remplaçant au poste d'entraîneur pour son club pour pallier le départ de Renato Cesarini, retourné en Argentine. C'est donc lors de la seconde partie de la saison de Serie A 1947-1948 que Billy Chalmers débarque à la Juve (devenant le second et dernier écossais de l'histoire à entraîner le club après Billy Aitken), avec pour but (lors des 10 matchs de championnat restant) de faire retrouver à la Vieille Dame un style rugueux et discipliné comme celui que pratiquait Aitken durant les années 1920. Agnelli choisit Chalmers pour entraîner la Juventus sur une suggestion du secrétaire de la Football Association  M. Stanley Rous.
La saison suivante en 1948-1949, son équipe termine à une décevante 4e place à 16 points derrière le champion et ennemi de la Juventus, le Torino. Chalmers fut alors considéré comme incompétent et trop excentrique (on raconte qu'il faisait même s'entraîner ses joueurs dans les trains et les couloirs des hôtels dans lesquels les joueurs logeaient en déplacement (il quitta alors le club, remplacé par l'Anglais Jesse Carver, avec au total 48 matchs dirigés, dont 24 victoires).
À la fin de la saison, et ce après des rumeurs l'envoyant vers le club du Genoa, il rejoint finalement un de ses anciens clubs en tant que joueur, Bury, lui proposant un contrat. Il n'y reste ensuite qu'une seule saison avant de quitter le club.